# Kronologija Domovinskog rata: veljača 1990.

### 4. veljače
- Kongres SKJ je za SK Slovenije završen, zaključak je Prve konferencije SK Slovenije, a SK Slovenije od danas definitivno djeluje kao samostalna politička organizacija s vlastitim članstvom, Programom i Statutom.[1]
- Održan miting Srba u Karlovcu, na kojem je optuženo hrvatsko i slovensko rukovodstvo za pomoć Albancima na Kosovu, a najavljen je i novi miting Srba na Petrovoj gori, 4. ožujka.[1]

### 5. veljače
- U sekretarijatu za pravosuđe i upravu SR Hrvatske registrirane sve političke stranke koje su podnijele zahtjev - SKH, SSRNH, HSLS, SDSH, HKDS, Radikalna stranka za sjedinjene evropske države, HDS i HDZ - čime je učinjen prvi konkretni korak legalizaciji višestranačja u Hrvatskoj.[1]

### 6. veljače
- U demonstracijama na Kosovu ubijeno 26, ranjeno 94, a uhapšeno 1.000 Albanca, iznesen podatak na izvanrednog sjednici Skupštine SAP Kosovo.[1]
- Washington Post objavio dosad najopširniji napis o temi Jugoslavija, a Miloševićevu politiku naziva politikom represije i manipulacije.[1]
- Milošević, na sjednici Predsjedništva SR Srbije, optužio Hrvatsku i Sloveniju za podršku kontrarevolucionarima i teroristima na Kosovu, a Predsjedništvo SFRJ optužio za kašnjenje u donošenju odluka u skladu sa svojom odgovornošću za integritet zemlje.[1]

### 8. veljače
- Predsjedništvo SR Hrvatske odbacilo jednoglasno sve insinuacije o izdaji i veleizdaji, koje su bez argumenata izrečene čak i od službenih predstavnika SR Srbije.[1]

### 11. veljače
- Hrvatska se može zadovoljiti samo konfederalnim odnosima u Jugoslaviji, hrvatskom puškom o hrvatskom ramenu i hrvatskom lisnicom u hrvatskom džepu, rezime je osnivačke skupštine ogranka Hrvatske demokratske zajednice u Šibeniku.[2]

### 13. veljače
- Udio Srba u Savezu komunista dvostruko veći nego u ukupnom stanovništvu Republike, konstatira tjednik Danas.[2]

### 14. veljače
- Sabor SR Hrvatske donio amandmane na republički Ustav, kojima su stvoreni uvjeti i uklonjene zapreke za uvođenje višestranačke parlamentarne demokracije u Hrvatskoj.[2]
- Članovi SKJ u JNA ne prihvaćaju razbijanje SKJ na više partija, stajalište je Komiteta SKJ u JNA.[2]

### 15. veljače
- Drugog dana rada Sabora SR Hrvatske usvojen novi izborni zakon, čime su ozakonjeni višestranački izbori u Hrvatskoj. Promijenjen i Zakon o javnom informiranju, pa sada može svatko osnovati novine.[2]

### 19. veljače
- U reakcijama opozicijskih prvaka na novi izborni zakon u Hrvatskoj prevladava stajalište da su svi protiv većinskog izbornog sustava i protiv trodomnog Sabora.[2]

### 20. veljače
- Predsjedništvo SFRJ odlučilo da se na Kosovu angažiraju jedinice JNA.[2]

### 21. veljače
- Na Kosovu uveden policijski sat.[3]

### 22. veljače
- Predsjednik Sabora SR Hrvatske dr. Anđelko Runjić donio odluku o raspisivanju izbora za zastupnike u Sabor SR Hrvatske.[3]

### 23. veljače
- Prvak Hrvatskog socijalno liberalnog saveza Slavko Goldstein potvrdio istinitom informaciju o stvaranju demokratske koalicije, snažnog stranačkog predizbornog saveza koji želi izbornu pobjedu, a činit će ga: HSLS, HDS, SDSH, HKDS i izvanstranački prvaci Savka Dabčević-Kučar, Miko Tripalo, Srećko Bijelić i Dragutin Haramija.[3]

### 24. veljače
- U dvorani Vatroslav Lisinski u Zagrebu počeo dvodnevni Prvi opći sabor Hrvatske demokratske zajednice, na kojem sudjeluje oko dvije tisuće delegata iz zemlje i svijeta, predsjednik HDZ-a dr. Franjo Tuđman otvorio Sabor.[3]
- U uvodnom izlaganju na Prvom općem saboru HDZ-a predsjednik Zajednice dr. Franjo Tuđman istaknuo da će HDZ stvoriti sve pretpostavke da bi hrvatski narod samostalno odlučivao o svojoj sudbini, imao pravo na samoodređenje i državnu suverenost.[3]

### 25. veljače
- Prvi opći sabor HDZ-a završio dvodnevni rad tajnim glasovanjem dr. Franjo Tuđman, kao jedini kandidat, izabran s 1382 glasa - od 1760 delegata s pravom glasa glasovalo je njih 1426.[3]

### 26. veljače
- Dvodnevnim Općim saborom Hrvatske demokratske zajednica potvrdila da je najorganiziranija i najsnažnija nova samostalna politička stranka u Hrvatskoj, ali i da se voli poigrati masovnim i opasnim ljudskim iracionalnostima, piše Večernji list.[3]
- Predsjednik CK SKH Ivica Račan, na konferenciji za novinare u Predsjedništvu CK SKH u Zagrebu, optužio HDZ kao stranku opasnih namjera, ali nije zatražio njezinu zabranu.[3]

### 28. veljače
- Reagirajući na sabor HDZ-a, Predsjedništvo SR Hrvatske zauzelo stajalište da je taj skup bio atak na demokraciju, te zatražilo od Izvršnog vijeća Hrvatske da utvrdi je li na saboru prekršen Ustav i važeći zakoni.[3]
- Predsjedništvo boraca Zagreba osudilo Opći sabor HDZ-a i ustvrdilo da ono što Tuđman traži može dobiti jedino građanskim ratom.[3]